# 呂興昌
呂興昌（1945年12月20日—），出生於台灣彰化縣和美鎮，是台灣開始推動台灣文學很重要的人物之一。台大中文所碩士，曾任成功大學中文系教授、清華大學中文系教授、成大台灣文學系系主任兼教授，現為成大台灣文學系兼任教授，且持續指導研究生中。

## 外部連結
- 台灣文學人力論著目錄資料庫（页面存档备份，存于）